# بلاص

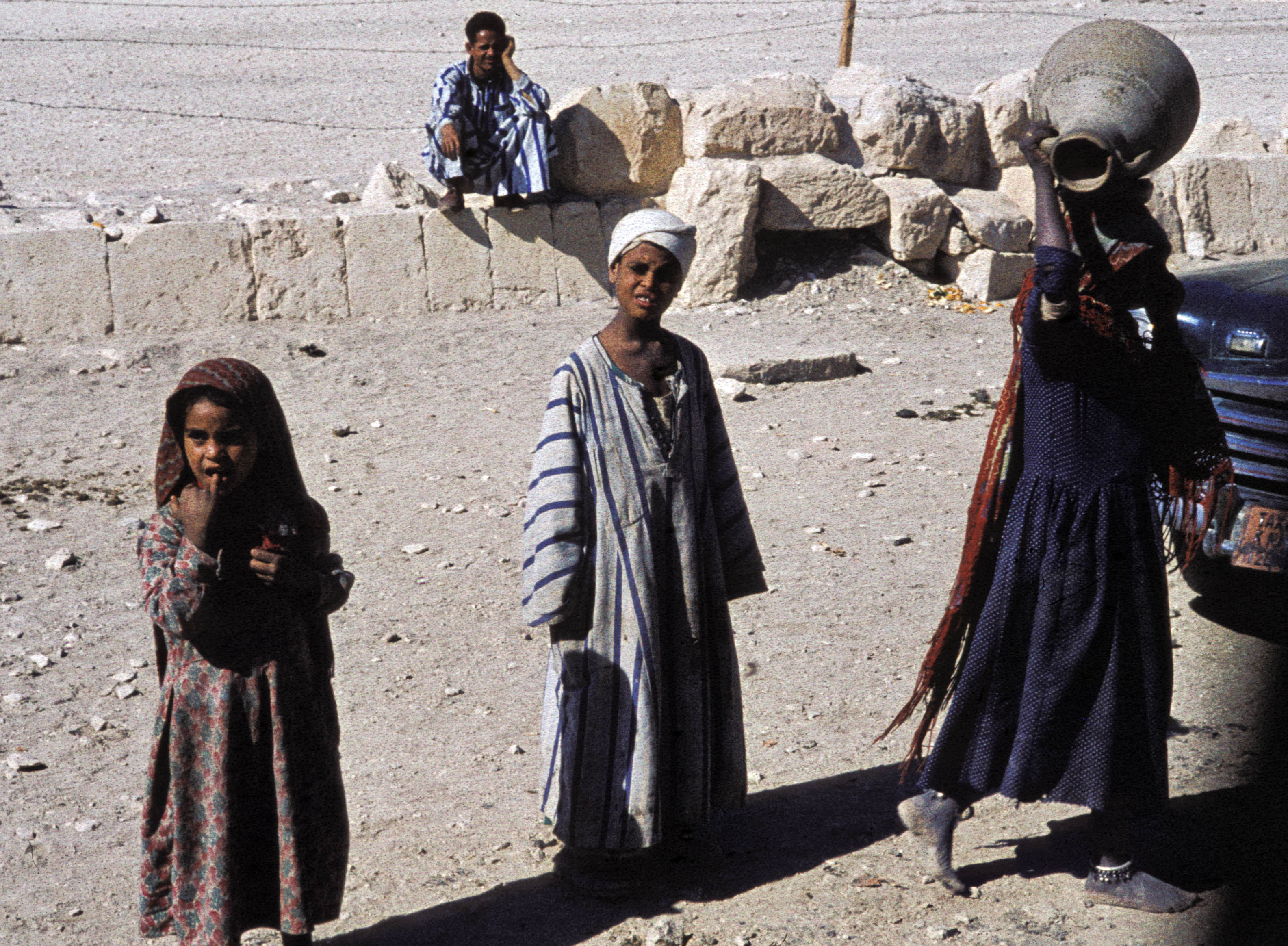
بلاص

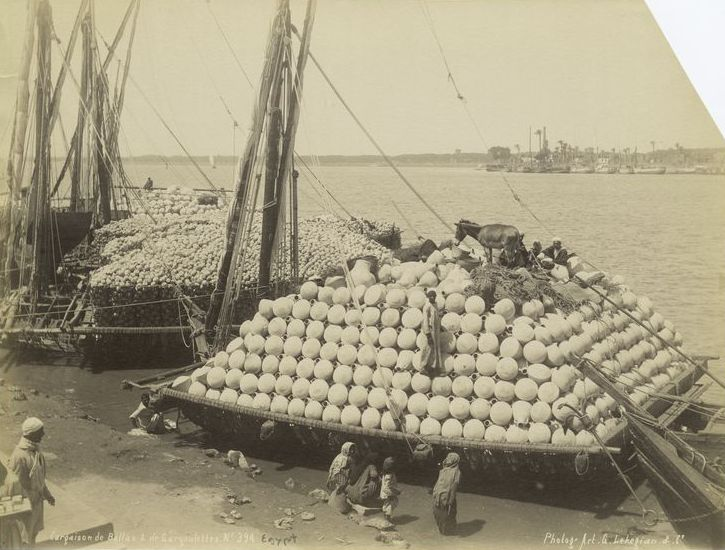
مركب محملة بالبلاليص

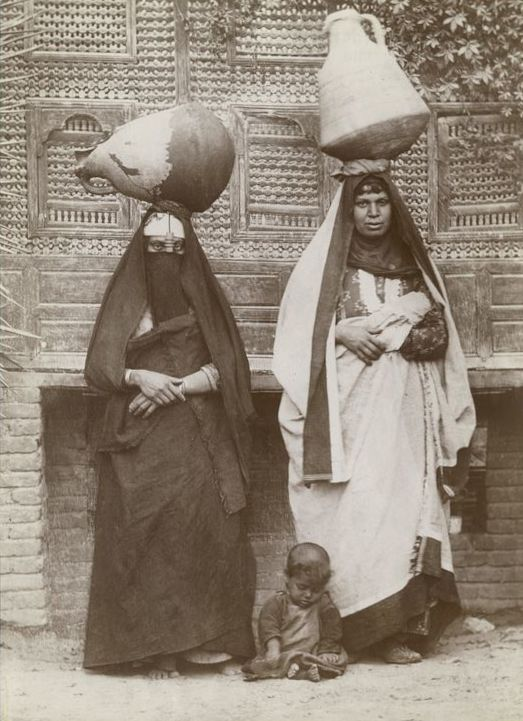
فلاحتين مصرييتين يحملون بلاص

البلاص هو إناء يستخدمه الفلاحون المصريون لتخزين الجبن أو العسل ، كما تستخدمه الفلاحات لنقل المياه من مصادرها إلى المنازل، ويصنع من الفخار الأبيض في مناطق صعيد مصر وينقل بواسطة النقل النهري إلى القرى والمدن على امتداد نهر النيل، ولا يزال يستخدم في المناطق الريفية.
يسمى البلاص في العراق بالبستوكة وهي كذلك تصنع من الطين المفخور والمزجج من الحهة العليا منه دون المنطقة السفلى ويستخدم لحفظ وخزن الجبن والزيتون والمخلل والمواد المطبخية الأخرى، أما الوعاء المستخدم لحفظ الماء أو نقله فيسمى بالتنكة أو المشربية وهي تكون مصنوعة من الفخار غير المزجج وهي بمجملها منتجات فخارية.